# Марі (Арканзас)
Марі (англ. Marie) — місто (англ. town) в США, в окрузі Міссіссіппі штату Арканзас. Населення — 84 особи (2010).

## Географія
Марі розташоване на висоті 72 метри над рівнем моря за координатами 35°36′47″ пн. ш. 90°5′1″ зх. д. / 35.61306° пн. ш. 90.08361° зх. д. (35.613188, -90.083482).  За даними Бюро перепису населення США в 2010 році місто мало площу 0,35 км², уся площа — суходіл. В 2017 році площа становила 0,38 км², уся площа — суходіл.

## Демографія
Згідно з переписом 2010 року, у місті мешкали 84 особи в 33 домогосподарствах у складі 20 родин. Густота населення становила 242 особи/км².  Було 42 помешкання (121/км²). 
Расовий склад населення:
| - 78,6 % — білих - 15,5 % — чорних або афроамериканців - 2,4 % — осіб інших рас |

До двох чи більше рас належало 3,6 %. Іспаномовні складали 2,4 % від усіх жителів.
За віковим діапазоном населення розподілялося таким чином: 26,2 % — особи молодші 18 років, 64,3 % — особи у віці 18—64 років, 9,5 % — особи у віці 65 років та старші. Медіана віку мешканця становила 36,0 року. На 100 осіб жіночої статі у місті припадало 110,0 чоловіків;  на 100 жінок у віці від 18 років та старших — 113,8 чоловіків також старших 18 років.
Медіана доходів становила 52 750 доларів для чоловіків та 28 750 доларів для жінок. За межею бідності перебувало 19,6 % осіб, у тому числі 0,0 % дітей у віці до 18 років та 66,7 % осіб у віці 65 років та старших.
Цивільне працевлаштоване населення становило 26 осіб. Основні галузі зайнятості: виробництво — 46,2 %, освіта, охорона здоров'я та соціальна допомога — 19,2 %, роздрібна торгівля — 11,5 %, публічна адміністрація — 7,7 %.
За даними перепису населення 2000 року в Марі проживало 108 осіб, 26 сімей, налічувалося 34 домашніх господарств і 39 житлових будинків. Середня густота населення становила близько 270 осіб на один квадратний кілометр. Расовий склад Марі за даними перепису розподілився таким чином: 69,44 % білих, 29,63 % — чорних або афроамериканців, 0,93 % — представників змішаних рас.
З 34 домашніх господарств в 47,1 % — виховували дітей віком до 18 років, 52,9 % представляли собою подружні пари, які спільно проживали, в 26,5 % сімей жінки проживали без чоловіків, 20,6 % не мали сімей. 14,7 % від загального числа сімей на момент перепису жили самостійно, при цьому 5,9 % склали самотні літні люди у віці 65 років та старше. Середній розмір домашнього господарства склав 3,18 особи, а середній розмір родини — 3,59 людини.
Населення містечка за віковим діапазоном за даними перепису 2000 року розподілилося таким чином: 35,2 % — жителі молодше 18 років, 6,5 % — між 18 і 24 роками, 28,7 % — від 25 до 44 років, 22,2 % — від 45 до 64 років і 7,4 % — у віці 65 років та старше. Середній вік мешканця склав 28 років. На кожні 100 жінок в Марі припадало 96,4 чоловіків, у віці від 18 років та старше — 79,5 чоловіків також старше 18 років.
Середній дохід на одне домашнє господарство в містечкі склав 38 333 долара США, а середній дохід на одну сім'ю — 38 333 долара. При цьому чоловіки мали середній дохід в 40 313 доларів США на рік проти 16  750 доларів середньорічного доходу у жінок. Дохід на душу населення в містечкі склав 12 686 доларів на рік. Всі родини в Марі мали дохід, що перевищує рівень бідності, 19,8 % від усієї чисельності населення перебувало на момент перепису населення за межею бідності, при цьому 34,4 % з них були молодші 18 років.